# Schizonycha pseudoparvula
Schizonycha pseudoparvula är en skalbaggsart som beskrevs av Gridelli 1939. Schizonycha pseudoparvula ingår i släktet Schizonycha och familjen Melolonthidae. Inga underarter finns listade i Catalogue of Life.